# Ekwan River
Der Ekwan River ist ein etwa 585 km langer Zufluss der James Bay im Kenora District im Nordwesten der kanadischen Provinz Ontario.

## Flusslauf
Der Ekwan River durchfließt die Hudson Bay-Niederung. Er bildet den Abfluss des 230 m hoch gelegenen Springham Lake, auf dem Kanadischen Schild gelegen. Der Ekwan River fließt anfangs in nordöstlicher Richtung über eine Reihe von Stromschnellen und Wasserfällen. Von Nordosten fließt ihm der North Washagami River zu. Anschließend wendet er sich nach Südosten. Die Nebenflüsse Matateto River, Crooked River und Little Ekwan River fließen ihm auf einer Strecke von 5 km zu. Der Fluss setzt seinen Lauf in südöstlicher Richtung fort und passiert die Flint Rapids bei
(⊙), bevor er die Akimiski-Straße und die James Bay, erreicht. Seine Mündung liegt gegenüber der Westspitze von Akimiski Island, etwa 25 km nördlich der Mündung des Attawapiskat River. Das Einzugsgebiet des Ekwan River grenzt im Norden an das des Winisk River und im Süden an das des Attawapiskat River.

## Hydrologie
Bei Flusskilometer 230, unterhalb der Einmündung des North Washagami River, befindet sich ein Abflusspegel. Für den Messzeitraum 1967–1995; 2010–2023 beträgt der mittlere Abfluss (MQ) 89 m³/s. Im Mai führt der Fluss gewöhnlich die größten Wassermengen mit einem monatlichen mittleren Abfluss von 324 m³/s.

## Wirtschaft
Erkundungen nach Bodenschätzen fanden am Oberlauf des Flusses statt.

## Zuflüsse
- Little Ekwan River (links)
- Crooked River (rechts)
- Matateto River (rechts)
- North Washagami River (links)